# Totobates ovalis
Totobates ovalis är en kvalsterart som beskrevs av Hammer 1967. Totobates ovalis ingår i släktet Totobates och familjen Liebstadiidae. Inga underarter finns listade i Catalogue of Life.